# Кеча
Кеча (рум. Checea) — комуна у повіті Тіміш в Румунії. До складу комуни входить єдине село Кеча.
Комуна розташована на відстані 438 км на захід від Бухареста, 30 км на захід від Тімішоари.

## Населення
У 2009 році у комуні проживали 1989 осіб.

## Зовнішні посилання
- Дані про комуну Кеча на сайті Ghidul Primăriilor [Архівовано 3 Березня 2009 у Wayback Machine.]